# Itala Kwedlinburska

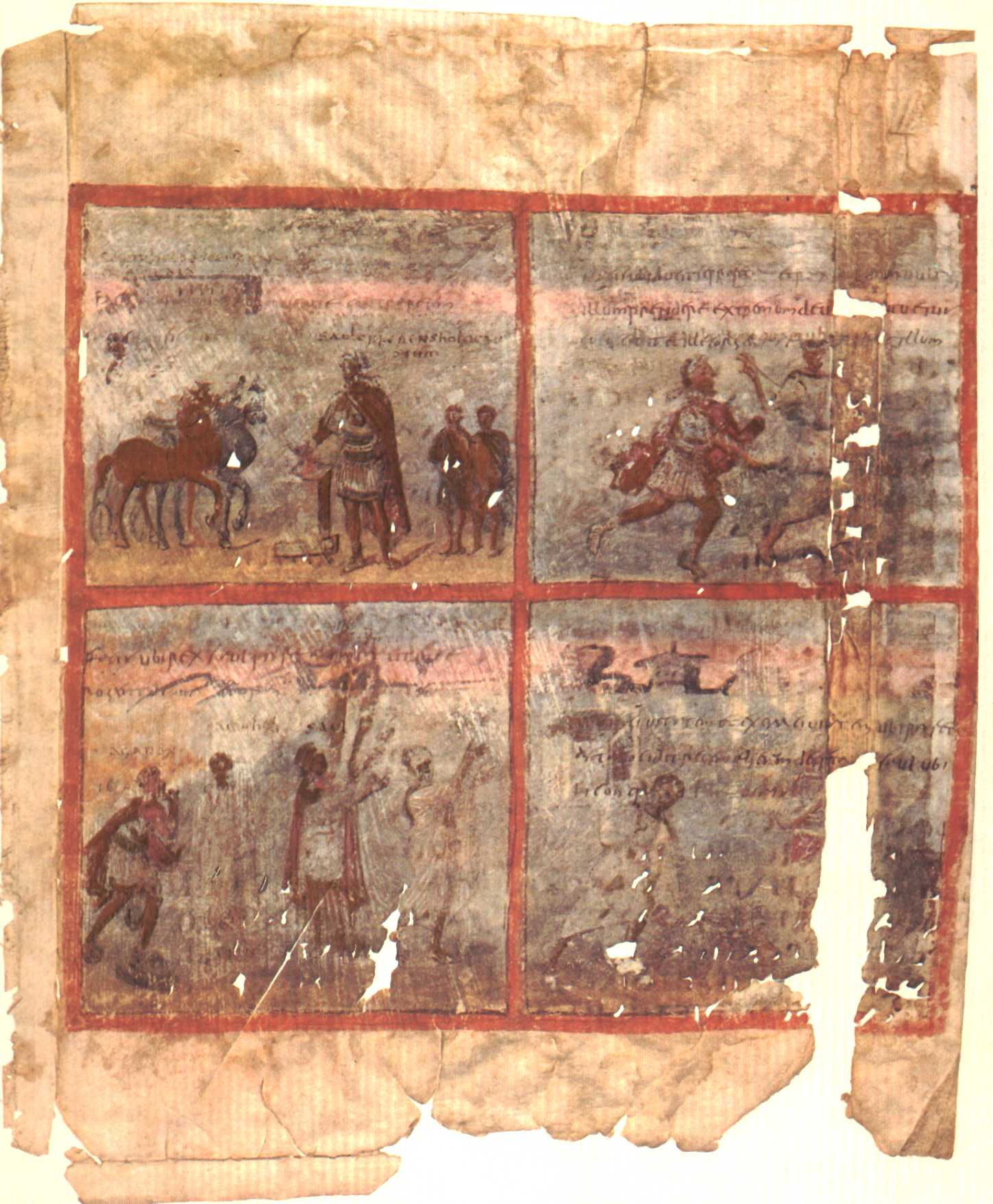
Karta IIr z ilustracjami do wydarzeń z Pierwszej Księgi Samuela

Itala Kwedlinburska – szczątkowo zachowany starożytny manuskrypt iluminowany, zawierający starołaciński przekład Pisma Świętego (Vetus latina). Znajduje się w zbiorach Biblioteki Państwowej w Berlinie (sygnatura cod. theol. lat. fol. 485). Zabytek stanowi najstarszy znany przykład chrześcijańskiego ilustratorstwa książkowego.
Rękopis datowany jest na początek V wieku. Z kodeksu zachowało się 6 welinowych kart o wymiarach 30,5×20,5 cm, zapisanych obustronnie uncjałą. Zawierają one fragmenty tekstu Ksiąg Samuelowych i Ksiąg Królewskich, ozdobionych łącznie 14 ilustracjami. Zostały one odnalezione w 1865 roku w Kwedlinburgu, gdzie na początku XVII wieku użyto ich do oprawienia innej księgi.
Karta IIr zawiera zajmujące całą stronę, rozmieszczone w czterech kwaterach ilustracje wydarzeń z 15. rozdziału 1 Księgi Samuela: przybycie Samuela do Saula (1Sm 15,12–13), Saula próbującego powstrzymać proroka przed odejściem (1Sm 15,27), Samuela i Saula modlących się razem (1 Sm 15,31), Samuela wzywającego Agaga (1Sm 15,32) i egzekucję Agaga (1Sm 15,33). Postaci ukazane zostały w statycznych, przypominających rzeźbę reliefową pozach i umieszczone na tle iluzjonistycznego pejzażu. Podobieństwa stylistyczne miniatur do zawartych w kodeksie Vergilius Vaticanus wskazują, że obydwa manuskrypty wyszły prawdopodobnie z tego samego rzymskiego warsztatu.